# 哈皮因骑手像

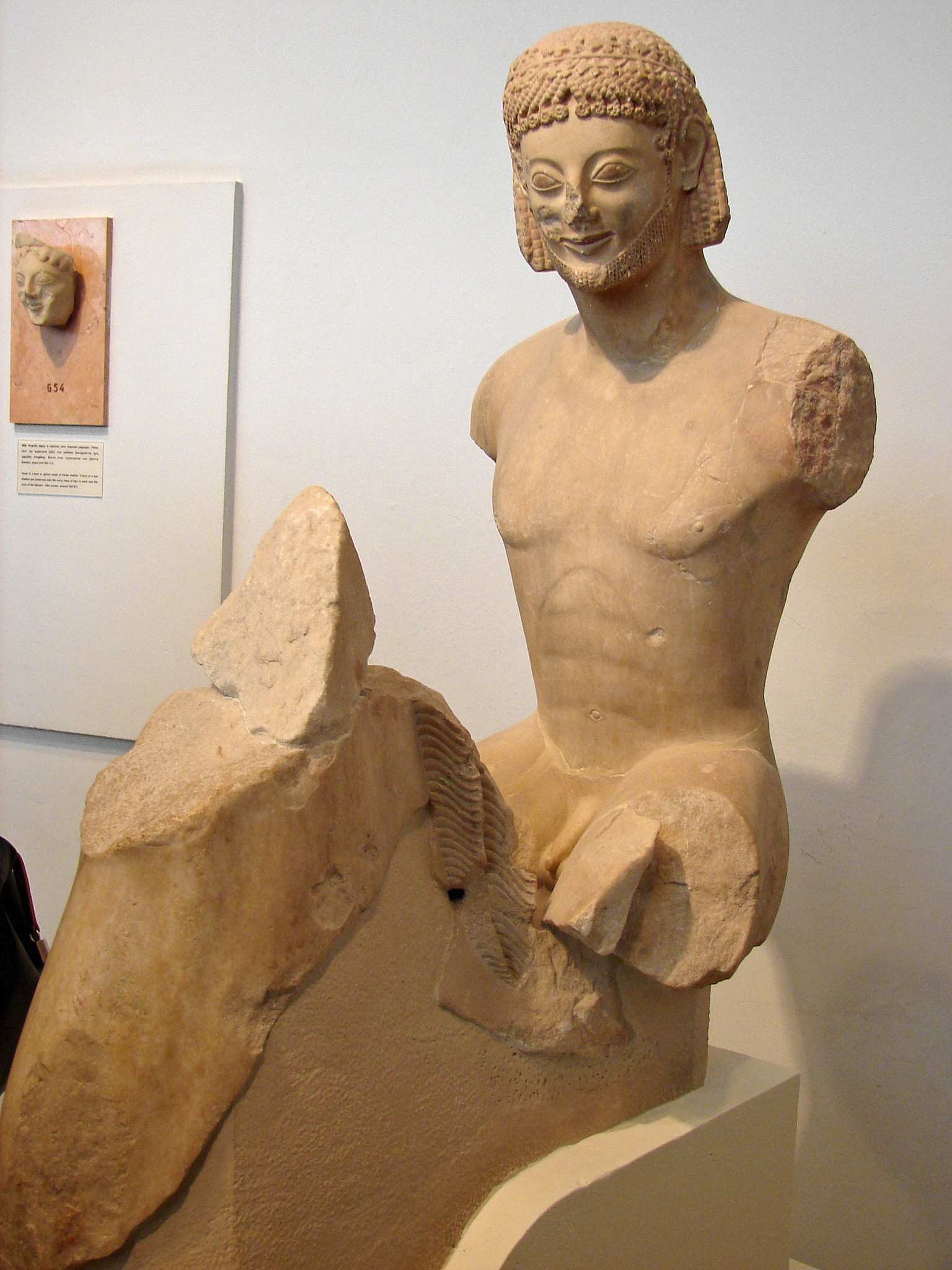
卫城博物馆的哈皮因骑手像

哈皮因騎手像 （制作于於公元前550年）是一尊古希腊古风时期的骑手雕像。这座雕像的第一位收藏者是法国收藏家乔治·哈皮因，并因此得名。雕像由大理石制成，上面有红色和黑色颜料的痕迹。
1877年，人们在雅典卫城发现了骑手的头部，随后它被捐赠给了卢浮宫。而在这之前的1867年，在波斯废墟的沟渠中发现了骑手和马的部分身体。公元前480年，波斯洗劫雅典，这条沟渠中到处都是被打碎的雕像。直到1936年，雕像的头部才得以与雕像的其余部分拼在一起。目前，这座雕像与头部的石膏模型一起在雅典卫城博物馆展出，而原本的头部则留在卢浮宫，与雕像其余部分的石膏复制品一起展出。
这座骑手像有着古风时期库洛斯青年雕像的许多典型特征，但有几处鲜明的不同，被认为是打破了当时约定俗成的雕像传统。

## 释义
最初，该雕像被认为是一组雕像的一部分，一种理论认为，该雕像可能与另一个雕像一同作为这一时期花瓶上常见的卡斯托尔和波鲁克斯的形象展示。而另一种理论认为，这座雕像描绘了一个比赛获胜者的形象，雕像头顶的独活草冠冕支持了这一理论，该冠冕通常会被授予给尼米亚运动会和地峡运动会的获胜者。